# 原手工業品陳列館
23°58′48″N 120°41′32″E / 23.980061°N 120.692168°E
原手工業品陳列館，又名工藝文化館，位於臺灣南投縣草屯鎮富寮里臺灣工藝研究發展中心園區，為楊英風設計外觀的現代主義建築，定期展覽臺灣工藝，列縣定古蹟。

## 設立原因

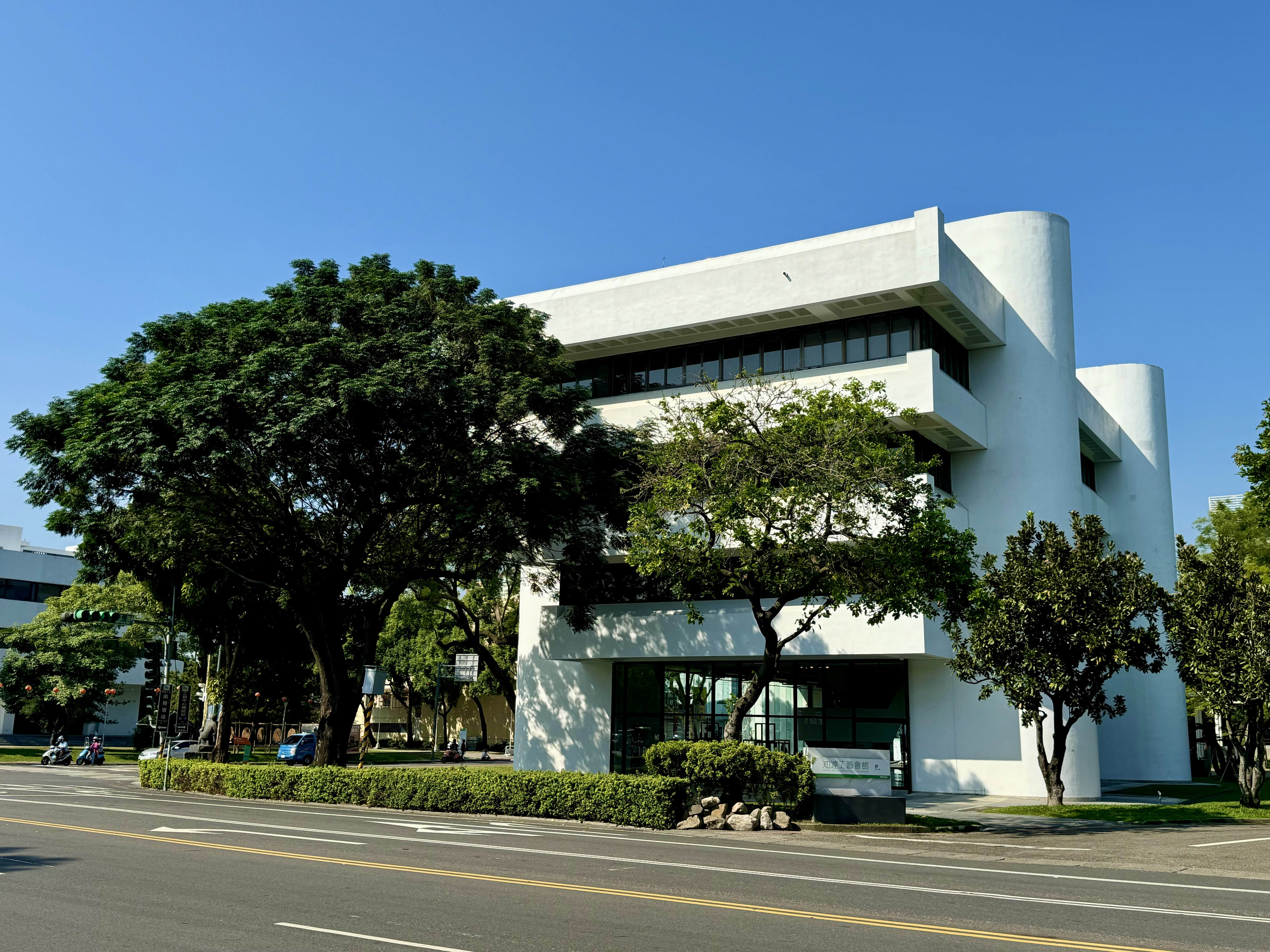
左側

1970年代間，草屯鎮手工藝產業發展蓬勃，與埔里、竹山、鹿港並列台灣四大工藝重鎮。但藉於業者彼此惡行競爭、停留仿古等問題，便有設立全國性產業設計振興機以負責指導的倡議。1973年，在草屯的南投縣工藝研習所改組擴大為台灣省手工業研究所，將佔地1.75公頃所有廠場都重新規劃建造，建造手工業陳列館、學員宿會、研究室、工廠、乾燥窯、材料處理室、教室、禮堂及等建築，計畫1977年全面完成。
其中的手工業品陳列館，用途是提供國際觀光或貿易團體參觀，協助業界拓展外銷市場。為興建手工業品陳列館，草屯鎮公所便捐贈土地，以配合省府以新台幣3300萬元興建手工業品陳列館。楊英風受臺灣省建設廳長林洋港之邀主持建築造型設計規畫時，朋友貝聿銘就指定建築師彭蔭宣和中國興業建築師事務所建築師程儀賢合作設計。手工業品陳列館於1976年4月完工，1977年7月9日啟用。

## 建築特色

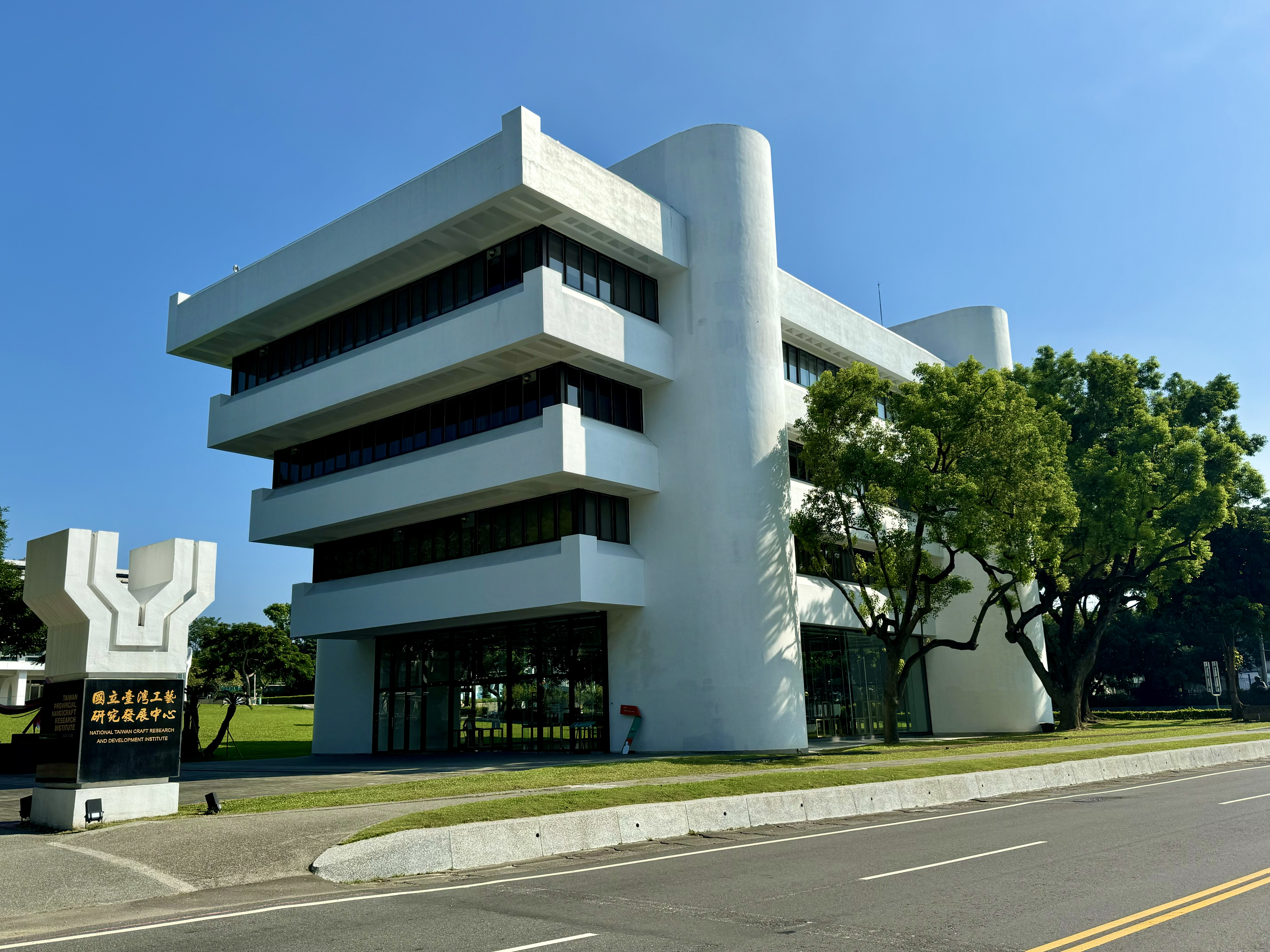
右側

手工業品陳列館完工時就被引為建築科系師生的設計參考範本，推崇呈現台灣建築史的現代主義建築風格。楊英風為配合該館用途，在外型仿造疏密有致的手工編織物。他以編織經緯線為概念，設計上寬下窄、雙十造型的5層樓高建物。
該館為開放式空間，無圍牆隔離，停車均十分方便。外牆用白水泥摻石子以取自然明亮，搭配貝聿銘風格的大片綠地而顯壯麗，種植紅色的鳳凰木作耀眼對比。
建物佔地約2200平方公尺。1樓設有服務處和售物部，2到4樓為展示空間。動線由底層至迴轉樓梯串聯。內部規劃為程儀賢。為讓手工藝品展現自然為雅的美學，頂樓設長方型天井、一樓部份提高至5公尺並全採落地窗為牆，以增各層樓採光與透視。
結構為貝聿銘交由彭蔭宣設計。因陳列館設於在地震斷層，設計者以格子樑來就兼具建築美學與耐震之用。結構用4支直徑約4公尺的半橢圓型鋼筋混泥大柱支撐，2條大樑再深入2根大柱1.5公尺多，並用中樑、小樑組成格子樑。大柱各中空部份也巧妙作為太平梯、電梯、衛生間和儲藏室。

## 展覽規劃

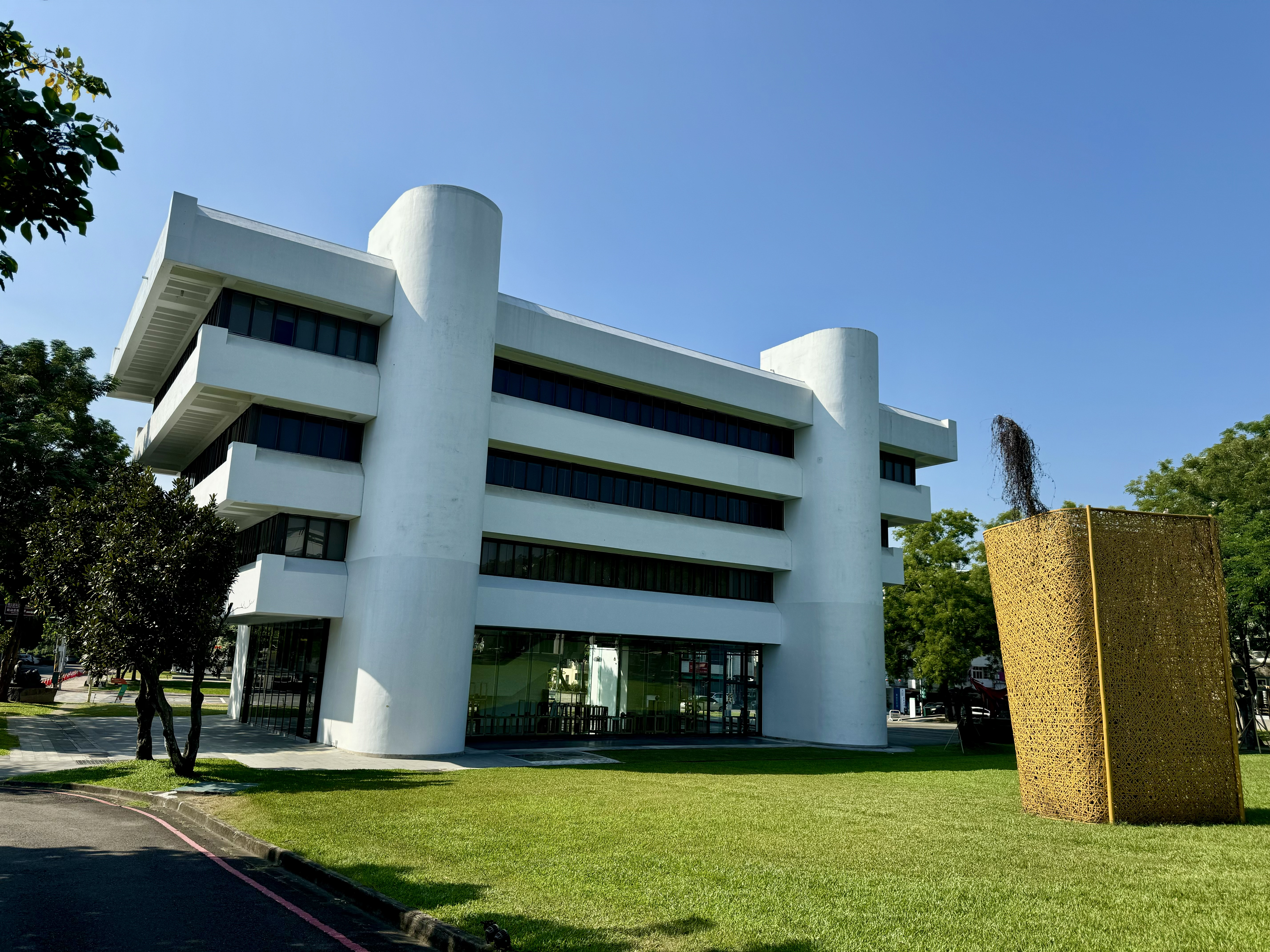
後側

手工業品陳列館被譽為記錄台灣工藝從手工業轉向工藝文化過程的重要場域。成立之初規劃，是將展品分為編織、竹籐、木製、玻璃、陶瓷、石材、金屬、珠寶、玩具、觀光禮品這10類。省政府規定在手工業產品評審會獲選的產品，即可在此館長期展出。為國際客參訪，連當時的接待人員都通曉多國語言。所方大約每隔4、5個月就更新陳列產品一次，將原件仍歸還廠商。一次所方設計的竹製燈罩在陳列館展示後，台北即有一家貿易商立即抄襲，並刊登外銷廣告。
創立之初，時為副總統的謝東閔就送一些國外手工藝品給陳列館。手工業研究所也從外國採購多項手工藝品，以設計造型或風格特出者、暢銷品、與台灣相比具競爭性、具鄉土氣息作展覽標準，供前來的本土業者擷取作創作靈感。
由於手工業品陳列館主要務偏重於廠商作品、傳統性作品、研究發展新作品展示，地點不利於作採購交易場所協助業者拓展內外銷，於是1982年所長蕭伯川另於台北市成立手工業產品展示中心。

## 旅行景點

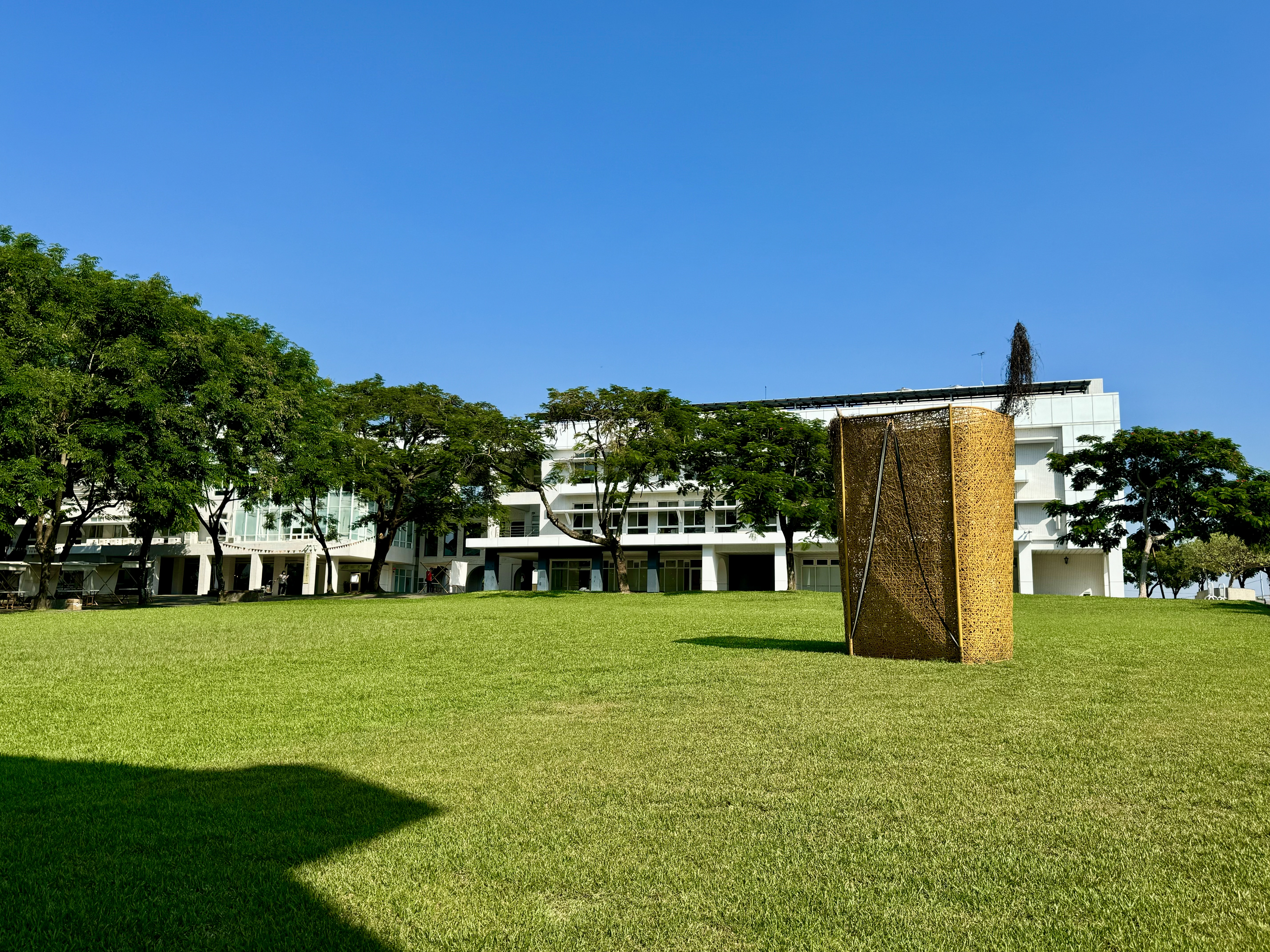
草坪

手工業品陳列館位於從台中通往埔里、日月潭、溪頭等風景區的必經要道上，外觀「雙十」造型能吸引遊覽旅客的目光。1980年代初，旅遊業者就會安排台北的旅客自日月潭環湖公路後到此陳列館參觀，再結束行程。
林源朗縣長任內還曾計畫以此處為臺灣藝術大道起點，1994年11月4日會議上計畫將此至日月潭九龍口的台14線及台21線兩旁50公尺內之範圍，發展涵蓋沿線的藝術家工作室、藝術村的藝術大道。草屯鎮富寮里也因此園地、交通方便因素，視為合適的居住地。

## 文資維護
九二一地震時，楊英風打造的設計館嚴重毀損倒塌。相較下，手工業品陳列館僅少數陶瓷和玻璃製品掉落、門口地板稍突起，樑柱未見絲毫裂縫、連門窗玻璃都未破壞。所方將陳列館暫時休館，以充當臨時辦公處所，於2000年7月20日才重新對外開放。
2007年7月14日，手工藝研究所陳列館以更名為「工藝文化館」重新開幕，功能轉型展示內容以文化、教育為主。
手工業品陳列館建立多年後，因廁所一直無法改善、缺少無障礙設施，台灣工藝研究發展中心便計畫在草坪興建室外公廁，引起文史工作者梁志忠、縣議員廖梓佑、草屯鎮代陳國大及草鞋墩鄉土文教協會在2013年6月26日前往關切。至工藝研究發展中心主任張仁吉上任後，因不斷接獲地方文史工作者和建築界建議拆除破壞整體景觀的室外廁所，便於2021年11月拆除。
2022年1月5日，南投縣有形文化資產審議會以工藝文化館見證臺灣從1960至1970年代經濟建設蓬勃發展，也是唯一國家型手工業品展示館，也是大型公共建築設計代表、影響日後臺灣建築造型與結構，決議將建物主體、周邊草坪、鳳凰木與小實孔雀豆樹都列為縣定古蹟範圍，至2月9日正式公告。